# Artjärvi
Artjärvi (Artsjö en suédois) est une ancienne municipalité rurale du sud-est de la Finlande, dans la région du Päijät-Häme.
Elle se situe à une grosse centaine de kilomètres d'Helsinki, les villes importantes les plus proches étant Lahti (47 km) et Porvoo (55 km).
On y trouve un observatoire astronomique, un des plus importants de Finlande.
Le 1er janvier 2011, elle a fusionné avec Orimattila sous ce nom.